# پریسا (خواننده)
پریسا با نام اصلی فاطمه واعظی (زادهٔ ۲۵ اسفند ۱۳۲۸ در شهر شهسوار) خوانندهٔ مشهور ایرانی، ردیفدان و استاد هنر آواز ایرانی است. وی یکی از خوانندگانی بود که دوران خوانندگی کوتاهی داشت و در سن 26 سالگی بازنشستگی اجباری شد. 

## زندگی و فعالیت هنری

### کودکی و نوجوانی
پریسا (با نام اصلی فاطمه واعظی) در ۲۵ اسفند ۱۳۲۸ در شهسوار (تنکابن فعلی) متولد شد. صدای خوش را از پدر و پدربزرگ به ارث برد و در دوران تحصیل، به تشویق پدر در برنامه‌های هنری شرکت می‌کرد تا اینکه در مسابقات هنری مدارس در رشتهٔ آواز رتبهٔ یکم را در میان همهٔ دانش‌آموزان سراسر کشور به‌دست‌آورد.

### آشنایی با محمود کریمی
استعداد و نبوغ موسیقایی‌اش توسط محمود کریمی، که در آن زمان از اعضای هیئت داوران بود، کشف شد و بعد از آن آموزش موسیقی سنتی ایرانی (دستگاه‌ها و ردیف‌ها) را زیر نظر او آغاز کرد. لوید میلر در این باره نقل می‌کند: «استاد کریمی من را به کلاس بانوان هم دعوت کرد… پریسا هم در آن کلاس‌ها حضور داشت. مثل فرشته آواز می‌خواند، پیش از آن هیچ خوانندهٔ جاز یا کلاسیکی نشنیده بودم که مثل او آواز بخواند».

### فعالیت در وزارت فرهنگ و هنر
پس از دو سال آموزش، پریسا به استخدام وزارت فرهنگ و هنر درآمد و به مدت پنج سال فعالیت خود را با آن وزارت‌خانه ادامه داد. در این دوران اجراهایی در تلویزیون و کنسرت‌هایی در تهران و شهرستان‌ها برگزار کرد و نیز همراه با گروه‌های مختلفی که در آن وزارت‌خانه فعال بودند، کنسرت‌هایی در خارج از کشور به هدف معرفی موسیقی سنتی ایران برگزار نمودند.

### آشنایی با دکتر صفوت و دوامی
پس از چندی با دکتر داریوش صفوت آشنا شد و به درخواست وی، به استخدام مرکز حفظ و اشاعهٔ موسیقی درآمد. 
مرکز حفظ و اشاعهٔ موسیقی به سال ۱۳۴۷ توسط داریوش صفوت راه‌اندازی شد و در آن زمان دکتر صفوت سرپرستی این مجموعه را به عهده داشت.
داریوش صفوت با گردآوردن برخی از استادان به‌نام موسیقی ایرانی همچون نورعلی خان برومند، سعید هرمزی و عبدالله خان دوامی و محمود کریمی توانست گروهی از هنرجویان نخبه را پرورش و تحویل جامعهٔ موسیقی بدهد که به جنبش احیا در موسیقی ایرانی شهره شد.
در این دوران بود که در محضر استاد دوامی نیز با سبک اجرای تصنیف‌های قدیمی و آواز سنتی آشنایی پیدا کرد.

### فعالیت در مرکز حفظ و اشاعهٔ موسیقی، جشن‌های هنر شیراز و شهرت

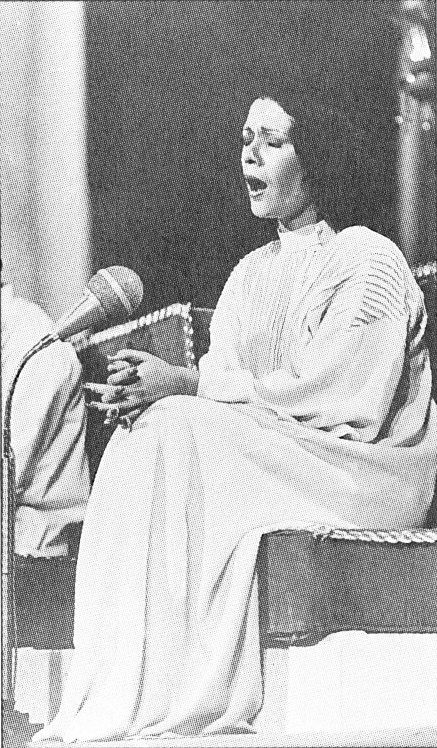
جشن هنر شیراز

پس از چندی فعالیت در مرکز حفظ و اشاعهٔ موسیقی، در سه دوره از جشن‌های شیراز شرکت نمود و آوازهٔ هنرش فراگیر شد.

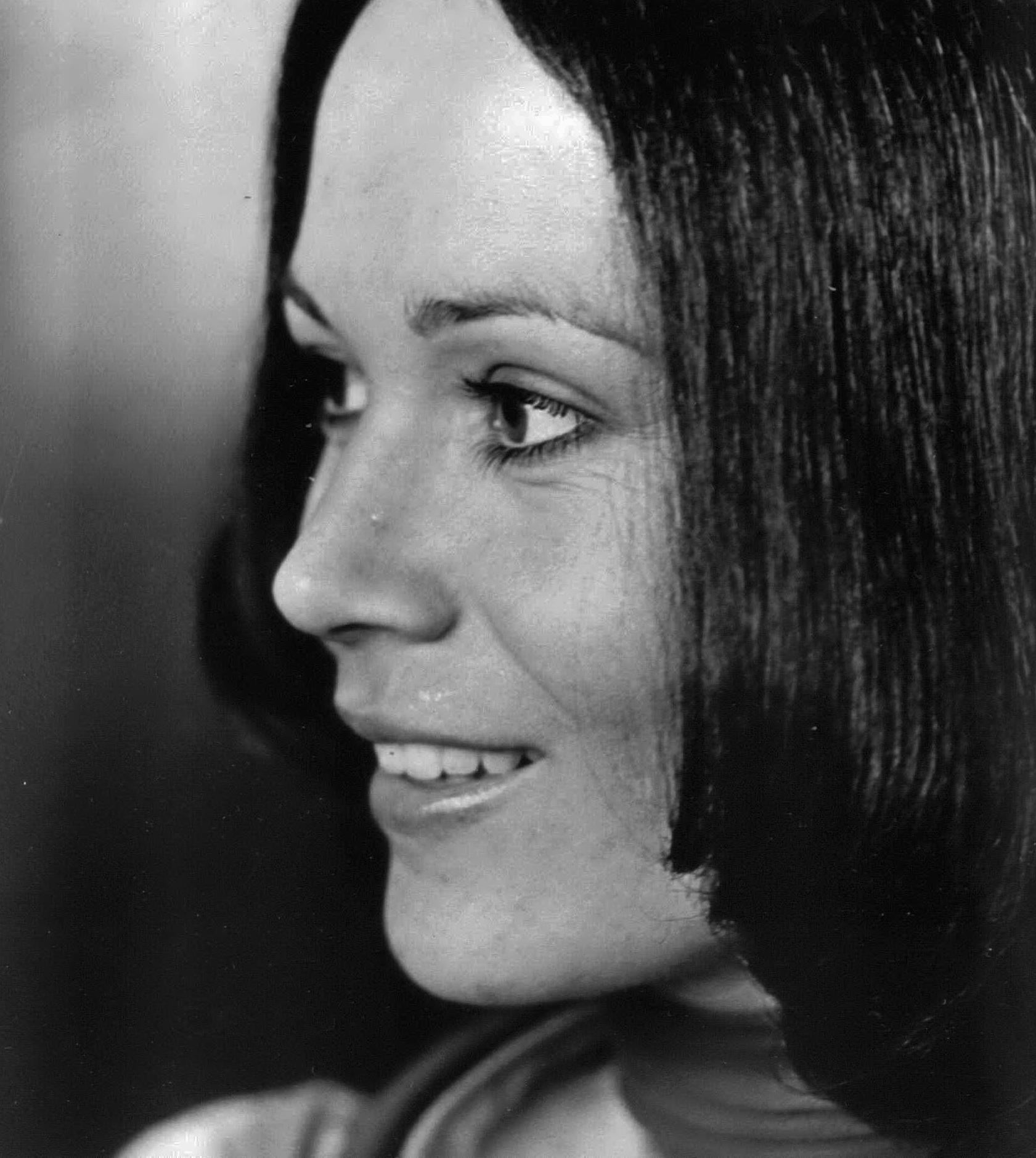
پریسا در جوانی

مجموعه فعالیت‌هایی که در این دوران انجام داد عبارتند از شرکت در سه جشن هنر شیراز، اجرای چند برنامه در تلویزیون، دانشگاه تهران، باغ فردوس، تئاتر شهر و اجرای کنسرت‌های متعدد در خارج از کشور.
از سال ۱۳۷۰ در پی دعوت مرکز حفظ و اشاعهٔ موسیقی سنتی برای تعلیم آواز ایرانی به خانم‌ها به همکاری با آن مرکز پرداخت.

### بازنشستگی اجباری و تدریس آواز
پس از انقلاب اسلامی و محدود شدن فعالیت‌های هنرمندان زن، فعالیت‌های اجرایی‌اش متوقف شد و تنها به تدریس موسیقی ادامه داد. «آخرین برنامهٔ من در واقع سال ۱۳۵۷ بود که خارج از کشور در فستیوالی در ژاپن برنامه اجرا می‌کردم که همان زمان انقلاب شد و حتی راه‌های هوایی هم بسته شد. به همین دلیل ما حتی نتوانستیم به ایران برگردیم. بعد از آن به اجبار در سن ۲۶ سالگی بازنشسته شدم، بازنشستگی اجباری.»
از آن پس تا کنون او شاگردان متعددی را با موسیقی اصیل ایرانی آشنا کرده‌است. «فکر می‌کنم سال ۱۳۶۷ یا ۱۳۶۸ بود که دوباره از طرف مرکز حفظ و اشاعهٔ موسیقی دعوت شدم که برای خانم‌ها تدریس کنم. مدت کوتاهی در آنجا تدریس می‌کردم، اما بعد به دلیل مسایلی که پیش آمد از آنجا هم بیرون آمدم و از آن سال به بعد در خانهٔ خودم تدریس می‌کنم. شاگردان زیادی هستند که با وجود این که در ظاهر امکان خواندن در ایران ندارند، با علاقه و انگیزهٔ بسیار قوی می‌آیند و این موسیقی را یادمی‌گیرند و این، جای خوشحالی دارد.»
در این دوران برخلاف تصور بعضی، او به خارج از ایران مهاجرت نکرد و در تهران سکنی گزید. «این موسیقی، موسیقی خارج از کشور نیست… یک نوع موسیقی معنوی است که کاملاً ریشه در فرهنگ معنوی و عرفانی مملکت ما دارد… خوشحالم که این کار را انجام ندادم و مهاجرت نکردم. به دلیل این که ماندن من در ایران، فرصت خوبی به من داد که بتوانم به عمق و معنویت این موسیقی بیشتر فکر کنم.»
پس از چندی که کنسرت‌های بانوان برای بانوان آزاد شد، وی هیچ‌گاه در این زمینه فعالیتی نکرد. «من هیچ وقت از این موضوع استقبال نکرده‌ام و هیچ وقت هم برنامه‌ای در ایران به این صورت اجرا نکرده‌ام. چون اعتقادی ندارم که فقط باید برای خانم‌ها خواند. این نوع موسیقی به جنسیت آدم‌ها کاری ندارد و با روح انسان‌ها سروکار دارد.»

### بازگشت به صحنه
پس از پانزده سال سکوت، در سال ۱۹۹۵ با اجرا در لندن، به صحنه بازگشت و آلبوم بازآمدم را منتشر نمود. از آن پس، همواره در جشنواره‌های مختلف به اجرای کنسرت پرداخته و تا کنون نیز ادامه داشته‌است.

### فعالیت‌های هنری پس از بازگشت به صحنه
از فعالیت‌های این دوره می‌توان موارد زیر را نام برد:
۱۹۹۵: کنسرت در انگلیس، فرانسه، آلمان، سوئد، سوییس و هلند برای اولین بار پس از ۱۵ سال سکوت. سی‌دی این برنامه تحت عنوان «بازآمدم» منتشر شده‌است.
۱۹۹۶: اجرا در فستیوال «صدای مقدس»، فرانسه. اجرای کنسرت در فرانسه به دعوت مشترک رادیو فرانسه و رادیو دانمارک. سی‌دی این برنامه تحت عنوان «شرح عشق» با همراهی حسین عمومی (نی)، سام اشلامینگر (دف) منتشر شده‌است.
۱۹۹۶: اجرای کنسرت در تئاتر شهر پاریس (Théâtre de la Ville)، فرانسه. اجرای کنسرت در انگلیس، لندن، رویال فستیوال هال با همراهی حسین عمومی (نی) و سام اشلامینگر (دف).
۱۹۹۷: اجرا در برنامه‌ای تحت عنوان «شب، صدای زن» در فستیوال «تابستان بورژ»، بورژ، فرانسه.
۱۹۹۸: اجرای کنسرت در فستیوال «زن در سنت‌ها» در سالن کویین الیزابت هال لندن، انگلیس، با همراهی حسین عمومی، اجرای کنسرت در تور بزرگ آمریکا و کانادا. اجراهای این تور در سی‌دی‌های شرح عشق ۱ و ۲ منتشر شده‌است.
۱۹۹۹: اجرای کنسرت در تور استرالیا. اجرای کنسرت در فستیوال "Voix d ete en Creuse"، فرانسه. اجرای کنسرت فستیوال FestKoncert، مونیخ، آلمان.
۲۰۰۰: انگلیس، لندن، کوئین الیزابت هال.
۲۰۰۱: اجرا درفستیوال Voix Sacrées du Monde، لوزان، سوییس.
۲۰۰۲: اجرای کنسرت‌های بداهه در فستیوال بزرگ سیلک رود (Silkroad) با همراهی داریوش طلایی، اجرای کنسرت در تور آمریکا همراه با داریوش طلایی، و اجرای کنسرت در تور همراه با گروه دستان.
۲۰۰۳: اجرای کنسرت در تور آمریکا و کانادا همراه با گروه دستان و انتشار آلبوم «شوریده: پریسا و گروه دستان» توسط کمپانی نت وورک
۲۰۰۴: تور اروپا در سه شهر برلین، لندن و پاریس همراه با گروه دستان و اجرای برلین به دعوت فستیوال ENTFERNTE N ÄHE
۲۰۰۵: تور اروپا با گروه دستان و شرکت در سمینار تار و ستار (هلند) Veniz, Rome, Frieburg, Koln, Nethersland ۲۰۰۵ و انتشار آلبوم «گل بهشت | پریسا و گروه دستان» توسط کمپانی نت وورک
۲۰۰۶: اجرای برنامهٔ شوریده با گروه دستان، مادرید، اسپانیا و تور بزرگ کانادا و آمریکا با گروه دستان
۲۰۰۷: حضور در فستیوال فز، فستیوال صداهای مقدس جهان، در شهر فز، کشور مراکش، همراه با گروه دستان
۲۰۰۸: انتشار محدود آلبوم SIMPLICITY (سادگی) در آلمان، ایمان وزیری (تار) - علی رحیمی (تنبک)، اجرای برنامه در فستیوال Voix de Femmes و مستر کلاس، بروکسل، بلژیک، ایمان وزیری (تار)، علی رحیمی (تنبک)، اجرای برنامه در فستیوال MUSICA DEI PAPOLI، فلورانس، ایتالیا، و فستیوال QADAR، بارسلونا، اسپانیا، ایمان وزیری (تار)، علی رحیمی (تنبک)، اجرای برنامه در شهرهای پاریس، رن و دوسلدورف، ایمان وزیری (تار)، علی رحیمی (تنبک)، و با همراهی احسان ذبیحی‌فر (کمانچه) در شهر رن
۲۰۰۹: اجرای برنامه در فستیوال آوای جهان اسلام (Asia Society)، در شهر نیویورک، ایمان وزیری (تار)، دارا افراز (تنبک)، اجرای برنامه در فستیوال سانتاندر، در شهر سانتاندر، اسپانیا، و اجرای برنامه در فستیوال صداهای مقدس اوپسالا، سوئد، ایمان وزیری (تار)، دارا افراز (تنبک)
۲۰۱۰: اجرای برنامه در فستیوال صداهای مقدس، سانتیاگو، اسپانیا، ایمان وزیری (تار)، دارا افراز (تنبک)
۲۰۱۱: اجرا در Musée Guimet، پاریس، فرانسه، بهمن پناهی (تار)، پدرام خاور زمینی (تنبک)
۲۰۱۲: تور غرب آمریکا و کانادا با همراهی گروه همنوازان
۲۰۱۳: اجرا کنسرت در Carnegie Hall و تور شرق آمریکا و کانادا با گروه دستان و برگزاری مستر کلاس و کلاس‌های آواز در Persian Arts Society School of Music, لوس آنجلس.
۲۰۱۴: اجرای کنسرت در فستیوال صداهای ممنوعه (Taboos and Forbidden Music)، فرانسه با همراهی ایمان وزیری (تار) و مجید خلج (تمبک).
۲۰۱۵: اجرا در موزهٔ متروپولیتن نیویورک به مناسبت نمایشگاه تنبور مقدس: هنر استاد الهی.
۲۰۱۶: اجرای کنسرت در سالن Barbican لندن با همراهی ایمان وزیری و دارا افراز.
۲۰۱۷: دانشکدهٔ هنر و علوم انسانی دانشگاه کالیفرنیا سن دیگو (University of California San Diego) با همکاری مؤسسه چهره‌آزاد (Chehre-Azad Distinguished Professorship)، که مؤسس آن پروفسور سیا نعمت ناصر است، در بهار ۲۰۱۷ برای اولین بار از پریسا دعوت کرد که به عنوان پروفسور مهمان ردیف‌های موسیقی ایرانی را در این دانشگاه تدریس کند.
۲۰۱۸:جایزهٔ بیتا در یازدهمین دورهٔ این مراسم در بخش مطالعات ایرانی دانشگاه استنفورد در شامگاه نهم نوامبر ۲۰۱۸ با حضور جمعی کثیری از علاقه‌مندان به هنر موسیقی ایرانی به پریسا اهدا شد.

## آثار منتشرشده
- آلبوم تصنیف‌های پریسا
- آلبوم بازآمدم
- آلبوم موسیقی اصیل ایرانی با آهنگسازی عباس خوشدل
- آلبوم دستگاه نوا با آهنگسازی حسین علیزاده
- آلبوم ماهور با آهنگسازی حسین علیزاده
- آلبوم شرح عشق (اصفهان) به‌همراه حسین عمومی و پژمان حدادی
- آلبوم شرح عشق (نوا) به‌همراه حسین عمومی و پژمان حدادی
- آلبوم «شوریده | پریسا و گروه دستان» توسط کمپانی نت وورک در سال ۲۰۰۳ میلادی
- آلبوم «گل بهشت | پریسا و گروه دستان» توسط کمپانی نت وورک در سال ۲۰۰۵ میلادی
- آلبوم SIMPLICITY (سادگی) در آلمان با نوازندگی ایمان وزیری (تار) و علی رحیمی (تنبک) در سال ۲۰۰۸ میلادی
- آلبوم «احوال دل، پریسا و گروه هم‌نوازان»، ساخته سعید فرج‌پوری